# Atarra
Atarra é uma cidade e um município no distrito de Banda, no estado indiano de Uttar Pradesh.

## Geografia
Atarra está localizada a 25° 17′ N, 80° 34′ L. Tem uma altitude média de 124 metros (406 pés).

## Demografia
Segundo o censo de 2001, Atarra tinha uma população de 42,434 habitantes. Os indivíduos do sexo masculino constituem 54% da população e os do sexo feminino 46%. Atarra tem uma taxa de literacia de 61%, superior à média nacional de 59.5%; com 62% para o sexo masculino e 38% para o sexo feminino. 16% da população está abaixo dos 6 anos de idade.